# 프란시스코 마데로
프란시스코 이그나시오 마데로 곤살레스(스페인어: Francisco Ignacio Madero González, 1873년 10월 30일 ~ 1913년 2월 22일)는 정치인, 작가이자 1911년 ~ 1913년까지 멕시코의 대통령으로서 재임했던 혁명론자였고 훌륭한 상류층 정치인으로서 그는 포르피리오 디아스의 독재 정권에 반대가 연립하도록 중심에서 지원해주었다.

## 생애
1873년 멕시코 코아우일라주 팔라스 드 라 푸니티에서 중산층 사업가던 헤르난데스 마데로의 아들로 태어나 157cm 작은 키였으며, 예수회 대학에서 공부를 했다. 1893년 공부를 끝내고 고향으로 돌아와 가족의 농장을 관리하며 미국에서 새로운 목화 농업을 들여와 지역에 학교와 병원을 구축하고 고아들을 돕는 등 자선 사업을 벌였다.
이후 베니토 후아레스를 지지하며 1904년 민주당 클럽을 세웠고 포르피리오 디아스의 독재에 대항했다. 1905년 디아스에 반대하던 음모에 연루되었고 정부 선거에 나섰으나 디아스를 지지하는 후보에게 패배했다.
1908년부터는 저술 활동을 하며 〈1910년 대통령 왕위 계승〉이란 책으로 멕시코의 베스트셀러 작가가 되었고 이에 디아스 정권은 마데로의 가족들에게 갖은 압력을 넣었고 1910년 6월 몬테레이에서 체포당해 산 루이스 포토시의 감옥에 투옥되었고 5000명의 지지자들 역시 투옥되었다.
그러나 간수와 함께 그곳을 탈출해 디아스가 물러나고 1911년부터 멕시코 혁명이 일어나 멕시코 전역이 혼란에 빠지자 임시 대통령 프란시스코 레온 데 라 바라의 뒤를 이어 새 대통령이 되었다.
마데로는 혁명군들을 진압, 회유하고 유럽과 외교적 관계를 맺는 등 개혁 정치를 했으나 1913년 무장 세력 사령관 펠릭스 디아즈, 베르나르도 디아즈, 미국 대사 헨리 레인 윌슨 마데로 등이 10일간 비극의 열흘이란 쿠데타를 일으켜 2월 18일 마데로의 동생 구스타브 A. 마데로를 체포하여 고문, 처형했다.
마데로는 같은 날 대통령직을 사임하고 페드로 라스쿠라인이 아주 짧게 대통령직을 수행하고 빅토리아노 우에르타가 새 대통령이 되었으나 2월 22일 결국 우에르타 정부의 명령으로 자신의 경호원에게 부통령 호세 마리아 피노 레즈와 함께 형장의 이슬로 사라졌다.
그의 암살은 1917년 헌법과 혁명론자 대통령 베누스티아노 카란사가 약간의 안정을 달성하게 할 때까지 가장 격렬한 혁명 (1913년 ~ 1917년)의 시기를 수반케했다.

## 같이 보기
- 멕시코의 국가원수 목록